# Index librorum prohibitorum

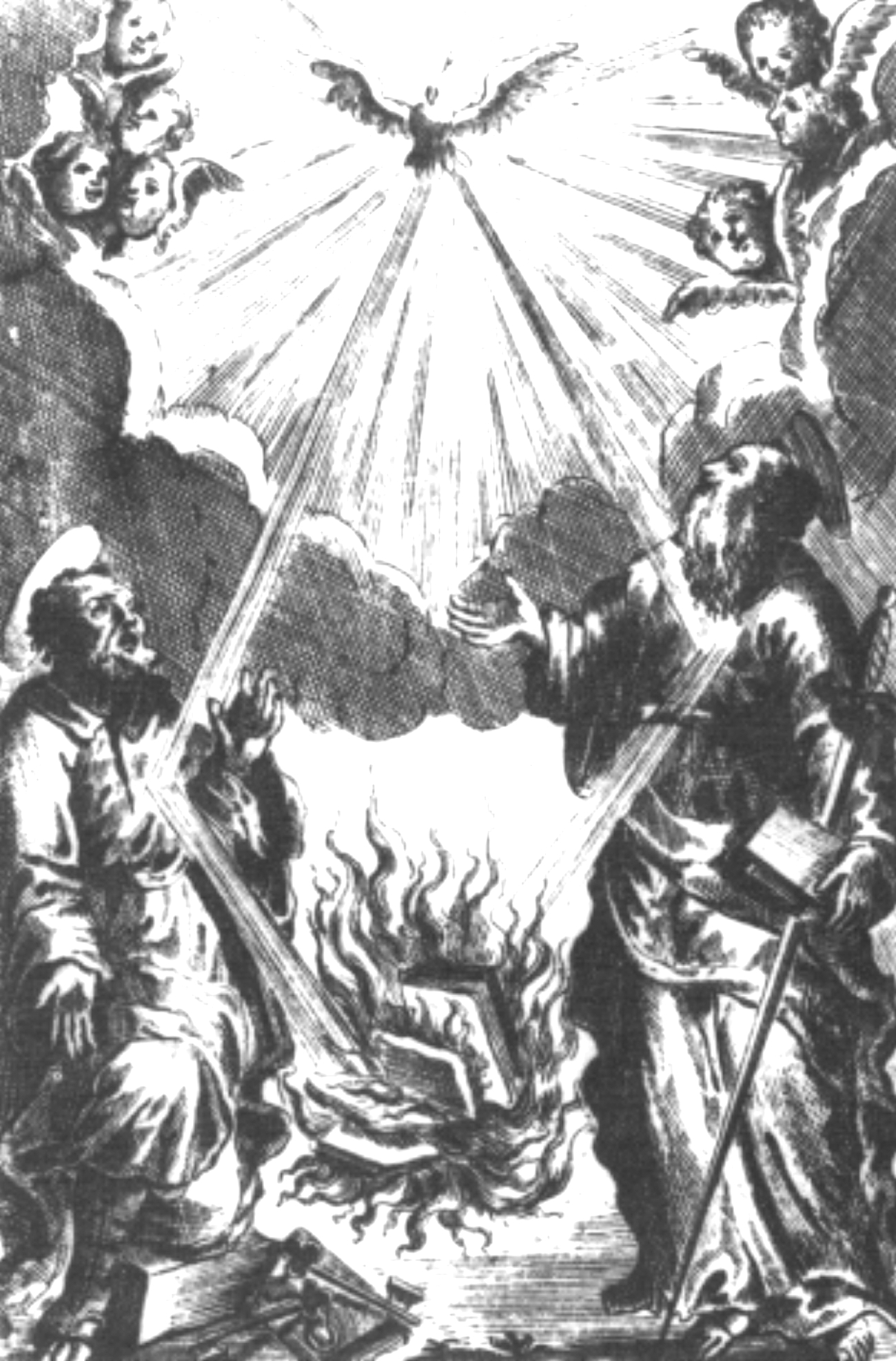
Titelkupfer zum Index librorum prohibitorum. Der Heilige Geist entzündet das Feuer, das zu einer Bücherverbrennung dient, Kupferstich von 1711

Der Index librorum prohibitorum („Verzeichnis der verbotenen Bücher“, kurz auch Index oder Index Romanus, „römischer Index“, genannt) war ein Verzeichnis der römischen Kurie, das diejenigen Bücher auflistete, deren Lektüre für jeden Katholiken als schwere Sünde galt; bei manchen dieser Bücher war als kirchliche Strafe die Exkommunikation vorgesehen. Unter dem gleichen Titel erschienen auch andere Listen verbotener Bücher, zum Beispiel der Index der spanischen Inquisition oder die Indices einzelner Universitäten.
Im 16. Jahrhundert gab es mehrere Kataloge verbotener Bücher, die von politischen und kirchlichen Instanzen verboten worden waren. Der Katalog der römischen Inquisition von 1559 war der erste, der den Namen Index trug und einen weltweiten Geltungsanspruch hatte. 1562 wurde eine Kommission eingesetzt, um den Index zu verwalten, 1564 verkündete ihn Papst Pius IV. als Richtlinie für künftige Zensoren. 1571 wurde dafür die Congregatio indicis librorum prohibitorum  gegründet. Verboten waren alle ketzerischen, abergläubischen und obszönen Bücher, sowie alle nicht ausdrücklich approbierten Ausgaben und Übersetzungen der Bibel. Der Index Romanus wurde bis 1948 herausgegeben (mit Nachträgen bis 1962) und enthielt zuletzt 6000 Bücher. Der Index wurde nach dem Zweiten Vatikanischen Konzil 1965 bzw. 1966 nicht mehr weitergeführt.

## Geschichte
Im antiken Rom war der Besitz magischer Bücher (lat. magia) verboten und wurde mit dem Tod oder mit der Verbannung bestraft; die Bücher wurden öffentlich verbrannt.

### Anfänge kirchlicher Bücherverbote
Infolge des Ersten Konzils von Nicäa ließ Kaiser Konstantin I. im Jahre 325 die Schriften des Arius verbrennen und stellte deren Besitz unter Todesstrafe. Das erste rein kirchliche Bücherverbot geht zurück auf das Jahr 400. Unter dem Vorsitz des Theophilus von Alexandria wurde verordnet, niemand in Ägypten dürfe die Schriften des Origenes „lesen oder besitzen“. Im Jahr 446 ließ Papst Leo der Große die Schriften der Manichäer verbrennen. Die erste Synode, die die Verbrennung der von ihr verurteilten Texte befahl, war 681 das Dritte Konzil von Konstantinopel.

### Bücherverbote bis zur Einführung des römischen Index
Im Rahmen theologischer Auseinandersetzungen sowie im Kampf gegen Häretiker und Andersgläubige verboten die Päpste im Mittelalter immer wieder Schriften. Durchgesetzt wurden diese Verbote von der Kirche in Zusammenarbeit mit den weltlichen Herrschern. Für die kontinuierliche Überprüfung und gegebenenfalls das Verbot von Büchern waren in erster Linie nicht der Papst und die Kurie, sondern die Universitäten zuständig. Darüber hinaus gab es immer wieder eigenständige Zensurverfahren und Verbote von Büchern durch weltliche Herrscher oder einzelne Bischöfe.
Einige Beispiele:
- Peter Abaelard wurde 1121 auf dem Konzil von Soissons dazu verurteilt, sein Buch über die heilige Dreifaltigkeit zu verbrennen. Zwanzig Jahre später verurteilte ihn Papst Innozenz II., nach dem Konzil von Sens im Jahr 1141, seine Schriften zu verbrennen.
- Von Gregor IX. und anderen Päpsten wurde wiederholt die Verbrennung des jüdischen Talmuds angeordnet.
- Am 15. Juni 1520 wurden in der Bulle Exsurge Domine die Schriften Martin Luthers verboten. Luthers Erwiderung war die öffentliche Verbrennung der päpstlichen Bulle. Am 12. Juni 1521 fand die Verbrennung der Schriften Martin Luthers in Rom statt, zugleich wurde Luther selbst In effigie, also in Abwesenheit, symbolisch mitverbrannt.

### Einführung des römischen Indexes

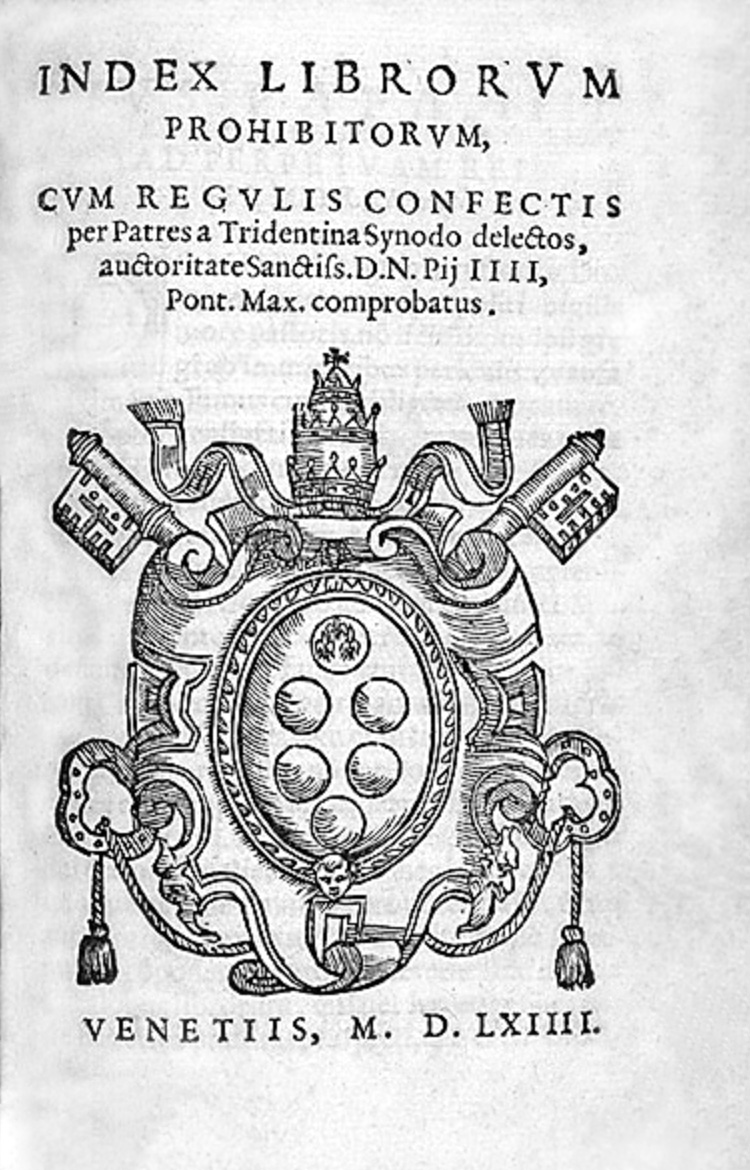
Titelblatt einer venezianischen Ausgabe aus dem Jahr 1564

Bereits 1515 hatte Leo X. mit der Bulle Inter sollicitudines die Vorzensur für Druckwerke eingeführt. Dies geschah mit Zustimmung des V. Laterankonzils: Jedes Manuskript, unabhängig vom Gegenstand, also auch bei Themen ohne Berührungspunkte mit kirchlichen oder religiösen Bereichen, musste vor dem Druck vom Bischof bzw. seinem Beauftragten oder vom Inquisitor approbiert werden, außer in Rom, wo dies dem Vikar des Papstes und dem Magister des päpstlichen Palastes oblag. Die Bulle von 1515 enthielt klare Anweisungen zum Thema Nachzensur: Druckerzeugnisse ohne kirchliche Approbation wurden beschlagnahmt und öffentlich verbrannt, die Drucker oder Auftraggeber wurden exkommuniziert, verloren die Druckerlizenz und zahlten hundert Dukaten an die Bauhütte der Peterskirche in Rom, deren Neubau man damals betrieb.
Auf Betreiben des Kardinals Carafa, des späteren Papstes Paul IV., ernannte Paul III. 1542 mit der Bulle Licet ab initio sechs Kardinäle zu General-Inquisitoren für die ganze Kirche und schuf damit die römische Inquisition, genauer die Congregatio Romanae et universalis inquisitionis, den Vorgänger der Kongregation für die Glaubenslehre. Die Zentralisierung wurde mit der uneinheitlichen Zensurpraxis der Universitäten und auch der Ausbreitung der Reformation gerade an diesen Einrichtungen begründet. Außerdem hatte sich das Buchaufkommen durch die Erfindung des mechanischen Buchdrucks durch Johannes Gutenberg erheblich ausgeweitet. Die Aufgabe der Inquisition war in erster Linie der Kampf gegen den Protestantismus sowie die Häretiker im Allgemeinen. Da Bücher und Druckwerke als wirksame Werkzeuge der Reformation erkannt worden waren, baute die Inquisition ein strukturiertes kirchliches Zensurwesen auf. Das Verfahren wurde durch das Konzil von Trient neu definiert. Auf der XVIII. Sessio der dritten Periode des Konzils sollte das Dekret über die Auswahl der Bücher den römischen Index von Paul IV. revidieren. Wichtigstes Mittel dieser Zensur wurde der erstmals 1559 erschienene päpstliche Index librorum prohibitorum, der fortwährend (ab etwa 1564) aktualisiert wurde. Nach dem Tagungsort des Konzils wird der entstandene Index auch als tridentinischer Index bezeichnet.

### Einführung der Indexkongregation
Um diese Liste der verbotenen Bücher aktuell zu halten, schuf Papst Pius V. im Jahr 1571 eine eigene Indexkongregation, die seither in den meisten Fällen die Entscheidung über Bücherverbote traf, soweit dies nicht (sehr selten) der Papst, das Heilige Offizium oder eine andere Kongregation taten. Die aus Kardinälen bestehende römische Indexkongregation trat im 16. Jahrhundert monatlich, später seltener, im 19. und 20. Jahrhundert nur noch zwei- bis viermal im Jahr zusammen. Als Beisitzer nahm auch der Magister sacri palatii teil.
Die Kongregation wuchs von anfangs kaum mehr als zehn Kardinälen auf fast auf 50 im 19. Jahrhundert und sank dann bis zur Auflösung der Kongregation im Jahr 1917 auf rund vierzig. Auswärtige Mitglieder (zu Kardinälen erhobene Ortsbischöfe) nahmen aber kaum an Sitzungen teil. Teilweise sollten auswärtige Mitglieder auch nur zum Prestige des Gremiums beitragen.

### Indizierungsverfahren
Vor allem die ersten Ausgaben des Index basierten auf älteren Listen verbotener Bücher (z. B. der Universität Löwen) und Katalogen mit Neuerscheinungen, in denen die Konfession des Autors angegeben wurde. Bereits andernorts verbotene Werke oder solche von Protestanten wurden oft ungeprüft auf den römischen Index gesetzt.
Das reguläre Indizierungsverfahren begann mit der Anzeige eines Buches, die entweder aus der Kurie selbst oder von außerhalb kommen konnte. Oft genügte bereits der Ort des Erstdruckes für einen Anfangsverdacht. Zunächst prüfte im Vorverfahren der Sekretär der Kongregation mit zwei Gutachtern, ob überhaupt ein Zensurverfahren gegen das Buch eingeleitet werden sollte. Das Traktat von Adolph Freiherr von Knigge Über den Umgang mit Menschen ist ein Beispiel für die nach dem Vorverfahren nicht weiter betrachteten Schriften.
Das Hauptverfahren bestand aus einem, bei katholischen Autoren aus zwei schriftlichen Gutachten, die von einem Fachgremium, den Konsultoren, ausgewertet und in einer Versammlung beraten wurden. Am Ende der Versammlung stand ein Beschlussvorschlag, der dem Kardinalsgremium der Inquisition vorgelegt wurde. Die Kardinäle wiederum beschlossen, ob das Buch als gefährlich oder ungefährlich einzustufen sei, worauf der Papst die endgültige Entscheidung zur Aufnahme in den Index traf. Am Ende des Verfahrens standen drei mögliche Urteile:
- Indizierung mit anschließender Veröffentlichung des Beschlusses
- Nicht-Indizierung ohne Veröffentlichung, dass es ein Indizierungsverfahren gegeben hatte
- Einholen eines weiteren Gutachtens

Der römische Index war ursprünglich in drei Klassen eingeteilt:
- Die erste Klasse umfasste die Namen häretischer (meist: protestantischer) Schriftsteller; ihre Werke waren pauschal verboten.
- Die zweite Klasse zählte verbotene Bücher mit Nennung des Autors und Titels auf
- Die dritte Klasse umfasste verbotene Schriften, die ohne Angabe des Namens des Verfassers erschienen waren

Bekannte Beispiele indizierter Werke sind:
- Das Buch Mare Liberum („Das freie Meer“) des niederländischen Völkerrechtlers Hugo Grotius. Dieses 1609 erschienene Werk kritisierte die Bulle Romanus Pontifex von 1455, die den Portugiesen das Handelsmonopol für den asiatischen Raum gewährt hatte.
- Galileo Galileis Schrift Dialogo di Galileo Galilei sopra i due Massimi Sistemi del Mondo Tolemaico e Copernicano („Dialog über die beiden hauptsächlichsten Weltsysteme, das ptolemäische und das kopernikanische“).
- Augustin Theiner, der 1851 Konsultur der Indexkongregation wurde, ist zusammen mit seinem Bruder Anton Theiner Autor des Buches Die Einführung der erzwungenen Ehelosigkeit bei den christlichen Geistlichen und ihre Folgen von 1828, das im Jahr darauf auf den Index gesetzt worden war.

Immer wieder kam es vor, dass Bücher aus dem Index gestrichen wurden, so insbesondere 1752 und 1900 bei großen Indexreformen. Damit galten sie nicht mehr als verboten.

### Index librorum purgandorum
Neben dem Index der verbotenen Bücher gab es noch den Index librorum purgandorum, ein Verzeichnis der von anstößigen Stellen zu säubernden Schriften. Besitz und Lektüre dieser Bücher war verboten, solange diese Stellen nicht getilgt wurden, z. B. durch Schwärzung.

### Letzte Ausgabe
Die letzte amtliche Ausgabe des Index librorum prohibitorum erschien 1948 mit Nachträgen bis 1962. Der Index enthielt zuletzt über 6000 Titel, die sich mit der Glaubens- oder Sittenlehre der Kirche nicht vereinbaren ließen. Bekannte Beispiele sind die Liebesgeschichten von Honoré de Balzac, die Chansons von Pierre-Jean de Béranger, sieben Werke von René Descartes, zwei Werke von Denis Diderot (darunter die Encyclopédie), die Liebesgeschichten von Alexandre Dumas dem Älteren und von Alexandre Dumas dem Jüngeren. Weiterhin werden vier Werke von Heinrich Heine, die Kritik der reinen Vernunft von Immanuel Kant, Das andere Geschlecht von Simone de Beauvoir, das Gesamtwerk von Maurice Maeterlinck und nahezu alle Werke von Voltaire genannt. Als einer der letzten gelangte Jean-Paul Sartre auf den Index.
Indiziert wurden auch mehrere Bücher faschistischer und nationalsozialistischer Autoren, so Alfred Rosenbergs Mythus des 20. Jahrhunderts, 1934, nicht jedoch Hitlers Mein Kampf.
Auch weniger bekannte Bücher finden sich dort, wie Die Unvereinbarkeit der neuen päpstlichen Glaubensdekrete mit der bayerischen Staatsverfassung von Joseph Berchtold, 1871, Die klösterlichen Genossenschaften in Bayern und die Aufgabe der Reichsgesetzgebung von Heinrich Dürrschmidt, 1875, Vergangenheit und Gegenwart der katholisch-theologischen Fakultäten von Sebastian Merkle, 1913, Politik aus dem Glauben von Ernst Michel, 1926, und Herrgottswissen von Wegrain und Straße. Geschichten von Webern, Zimmerleuten und Dorfjungen von Joseph Wittig, 1922.

### Abschaffung
Der Index wurde 1965 bzw. 1966 unter Papst Paul VI. außer Kraft gesetzt. Einer der Gründe war auch, dass eine ständig aktualisierende Fortführung angesichts der inzwischen unüberschaubaren Menge von Büchern, Schriften, Filmen, Radio- und Fernsehformaten nicht mehr praktikabel war.
Die faktische Abschaffung erfolgte mit dem Motu proprio Integrae servandae vom 7. Dezember 1965, das in seinem Reformprogramm des Heiligen Offiziums zum Ende des Zweiten Vatikanischen Konzils den Index schlicht nicht mehr erwähnte. Dies wurde zunächst von der Öffentlichkeit wenig wahrgenommen, bis Kardinal Alfredo Ottaviani am 9. April 1966 in einem Zeitschrifteninterview erklärte, dass der Index keine rechtliche Geltung mehr habe.
Formell abgeschafft wurde der Index durch Erlasse der Glaubenskongregation vom 14. Juni und 15. November 1966. Der Erlass vom 14. Juni 1966 setzte den Index mit Wirkung vom 29. März 1967 außer Kraft. Der Erlass vom 15. November 1966 hob die aufgrund der Bücherverbote eingetretenen Strafen auf.
Das Motu Proprio Integrae servandae von 1965 führte unter den Aufgaben der an die Stelle des Heiligen Offiziums tretenden Kongregation für die Glaubenslehre an, auch weiterhin Anzeigen von Büchern entgegenzunehmen und die Werke zu überprüfen. Es wurde jedoch nur mehr von „missbilligen“ und nicht mehr von „verbieten“ gesprochen. Die Kongregation für die Glaubenslehre äußert sich seither nur noch selten zu einzelnen theologischen Lehrwerken (etwa 1975 zu Hans Küngs Unfehlbar?).

## Erforschung
Unter der Leitung von Jesús Martínez de Bujanda erschien seit 1985 die Reihe Index des livres interdits, die zunächst die Bücherverbote der einzelnen Universitäten sowie der portugiesischen und spanischen Inquisition sowie (in Band 11) kumulativ zahlreiche Ausgaben des römischen Index librorum prohibitorum erschloss.
Seit 1992 werden unter Leitung des Kirchenhistorikers Hubert Wolf im Rahmen des Langfristvorhabens „Römische Inquisition und Indexkongregation von 1542 bis 1966“ der Deutschen Forschungsgemeinschaft sowie mit einer Förderung durch die Fritz Thyssen Stiftung Grundlagenstudien zu den Akten aus dem Archiv der Indexkongregation und der Römischen Inquisition publiziert. Die Grundlagenstudien waren ursprünglich auf 24 Bände angelegt, von denen im Jahr 2020 elf vorlagen. Hinzu kommen zahlreiche Monographien zu wichtigen Einzelthemen.
Das Historische Archiv des Dikasteriums für die Glaubenslehre, in dem sich das Archiv der Indexkongregation und des Sanctum Officium (d. h. der Römischen Inquisition) befinden, ist seit 1998 für die Forschung geöffnet.